# Advocaat

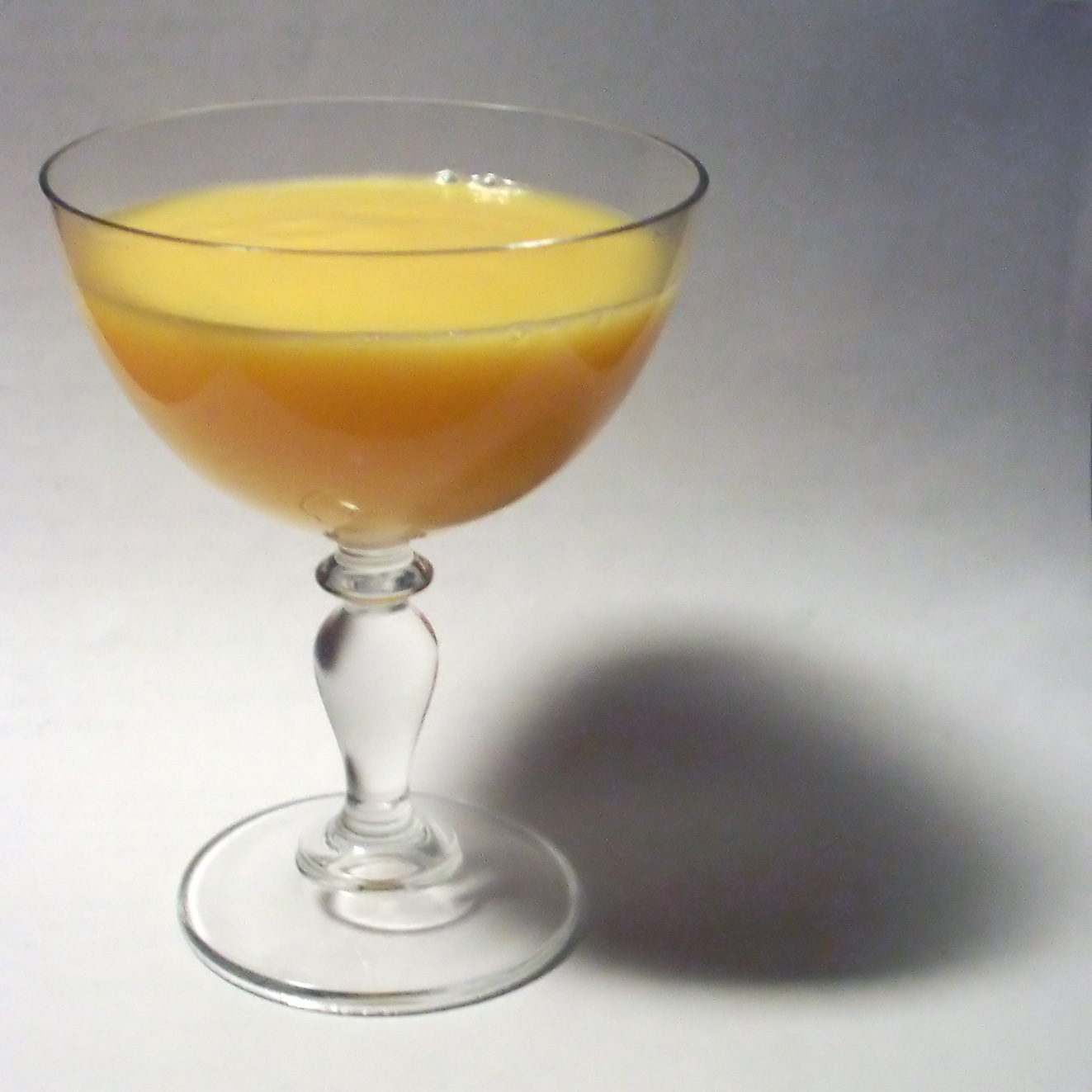
Advocaat.

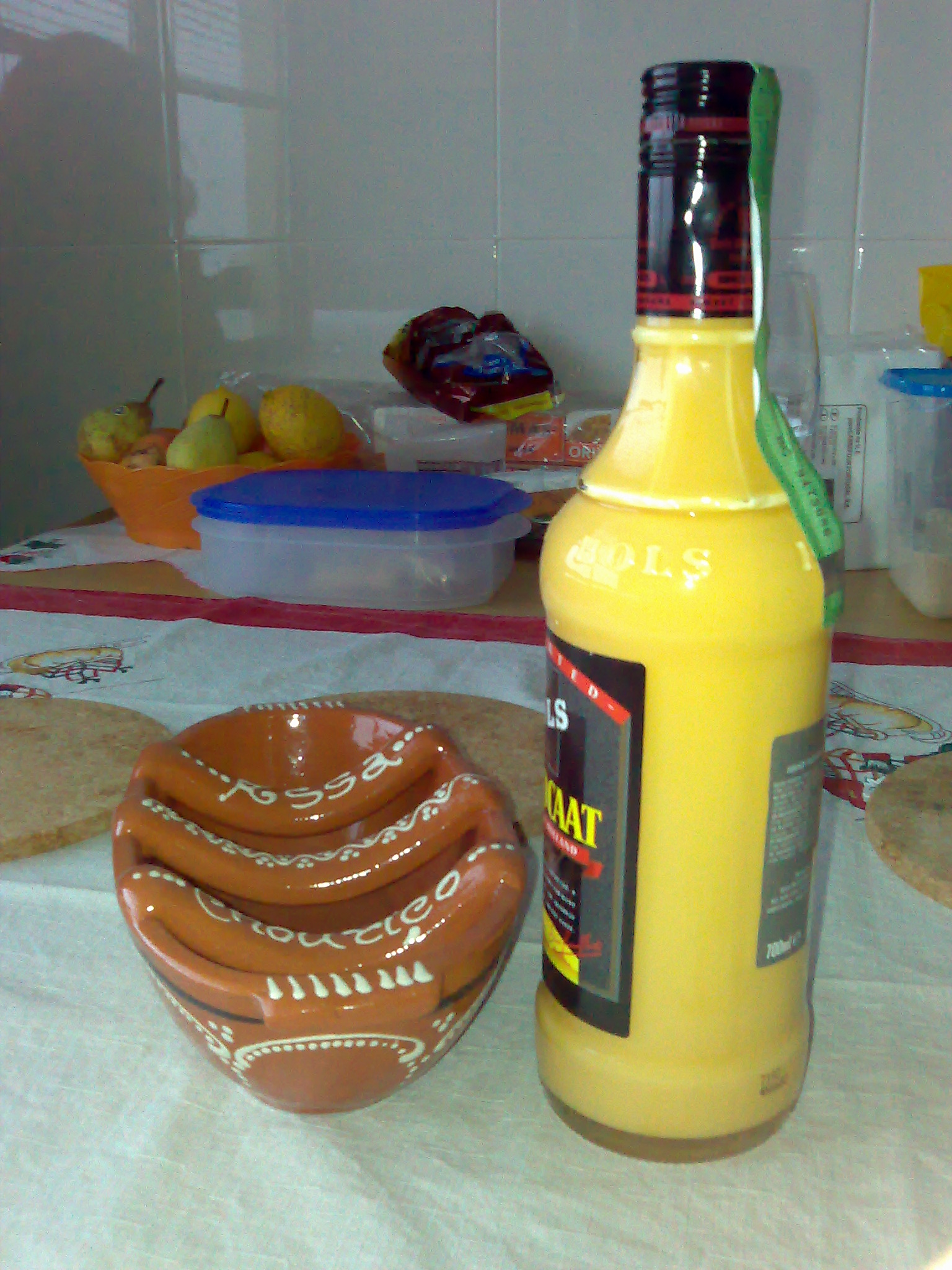
Garrafa de advocaat.

Advocaat (ou advokatt) é um licor cremoso feito com ovo, açúcar e conhaque, de origem neerlandesa. Possui um sabor suave, um pouco semelhante a amêndoa. A graduação alcoólica varia entre 15% e 20%, diferindo de país para país. O seu conteúdo pode ser uma mistura de gemas de ovo, licores destilados, açúcar ou mel, conhaque, baunilha e, por vezes, natas. As marcas mais conhecidas de advocaat são Warners, Bols, Verpoorten, Warninks e De Kuyper.

## Variedades
Nos mercados da Holanda e do Tirol, é vendido um advocaat espesso, por vezes consumido com uma colher, sendo a versão mais líquida destinada à exportação. O advocaat espesso contém gema de ovo e é utilizado como ingrediente de diversas sobremesas, tais como gelados e bolos. É também servido como aperitivo ou digestivo. A maneira tradicional de o servir é usar um copo largo e cobrir com chantili e coco ralado.
A versão mais líquida é bastante adequada para a preparação de coquetéis, sendo o mais conhecido denominado bola de neve: uma mistura de advocaat, refrigerante gaseificado de limão e, por vezes, sumo de lima. O bombardino é outra bebida bastante popular, contendo advocaat, café e uísque, podendo ser encontrada em estâncias de esqui da Itália. Também é um dos ingredientes de um shot chamado pastel de nata.

## História
No século XVII, foi descoberta no Brasil uma bebida chamada "Abacate", fabricada pelos nativos da Amazónia. A bebida era fabricada com abacates e foi a base para o desenvolvimento dos licores de ovo de hoje. A palavra advocaatpeer designa pêra abacate em Neerlandês, daí que o licor desenvolvido em 1876 por Eugen Verpoorten, natural de Antuérpia, tenha adoptado o nome advocaat, ao se inspirar na bebida brasileira. Verpoorten substituiu os abacates por gema de ovo.
O nome teve maior divulgação nos anos 30, na Holanda, ao tornar-se um coquetel de advogados na moda. Em Neerlandês, a palavra advocaat também designa advogado.